# Mantispa basalis
Mantispa basalis is een insect uit de familie van de Mantispidae, die tot de orde netvleugeligen (Neuroptera) behoort. 
Mantispa basalis is voor het eerst wetenschappelijk beschreven door Navás in 1927.